# Gerard Kemkers
Gerard Kemkers (n. 8 martie 1967, Groningen, Țările de Jos) este un patinator de viteză ce a reprezentat Regatul Țărilor de Jos, medaliat olimpic. A participat la o ediție a Jocurilor Olimpice (1988) în care a câștigat o medalie de bronz.

## Participări
Lista de mai jos prezintă principalele competiții la care a participat Gerard Kemkers de-a lungul carierei.
- speed skating at the 1988 Winter Olympics – men's 5000 metres[*]